# سجن هداريم
سجن هداريم هو أحد السجون التابعة لمصلحة السجون الإسرائيلية، ضمن مجمع سجون هشارون الذي يضم أيضاً سجن ريمونيم وسجن أوفيك. يقع جنوب الخط الممتد بين مدينتي طولكرم ونتانيا على الطريق القديمة المؤدية إلى الخضيرة.

## التاريخ
أنشئ السجن بالأساس كسجن مدني مخصص للأسرى الجنائيين الإسرائيليين، إلا أنه افتتح لاحقاً قسم خاص منه بالأسرى الأمنيين الفلسطينيين، وقد أدخل أول فوج من الأسرى الأمنيين الفلسطينيين إليه في أكتوبر 1999. إلا أنه في مطلع 2023، أغلق السجن لذرائع أمنية وإدارية إسرائيلية، ونقل الأسرى الذين كانوا محتجزين فيه إلى عزل سجن نفحة، وسجن النقب، وكان يضم 120 أسيراً.
شهد سجن هداريم مجموعة من الإضرابات عن الطعام، حيث بدأ الأسرى إضراباً مفتوحاً عن الطعام عام 2000 احتجاجاً على سياسة العزل والقيود المهينة على زيارات الأهالي، وانضم إليهم بعد أيام معتقلو سجون نفحة وعسقلان وشطة. أدى الإضراب إلى قبول مصلحة السجون والشاباك بالمطالب الإنسانية للأسرى، لكن وقعت الانتفاضة الفلسطينية الثانية بعد شهور، وتنصلت المؤسسات الأمنية من وعودها. شارك معتقلو سجن هداريم كذلك في موجة الإضراب التي شملت معظم السجون الإسرائيلية عام 2004. في أواخر أغسطس 2022، بعد فشل جلسة الحوار مع إدارة السجون في سجن هداريم، قرر الأسرى إغلاق الأقسام بجميع السجون الإسرائيلية والاستعداد للإضراب المفتوح عن الطعام بدءاً من مطلع سبتمبر.
في أعقاب عملية طوفان الأقصى، ومع حملات الاعتقال الواسعة التي تعرض لها العمال الفلسطينيين في الأراضي المحتلة والضفة الغربية، أعلنت هيئة شؤون الأسرى والمحررين وجمعية نادي الأسير الفلسطيني في 13 أبريل 2024 وفاة المعتقل عبد الرحيم عامر في سجن هداريم.

## النمط المعماري
يعد سجن هداريم حديثاً نسبياً، أسس على نمط السجون الأمريكية، وأقسامه على شكل دائري. يتكون السجن من 8 أقسام، ويتسع لنحو 600 معتقل، ويحتجز الأسرى الأمنيون الفلسطينيون في قسم رقم 3 المكون من طابقين، ويخضع لإدارة مستقلة عن باقي الأقسام. ويتكون القسم من 40 غرفة صغيرة يحتجز في كل غرفة منها اثنين من المعتقلين، وتبلغ مساحة كل غرفة 3 إلى 4 متر مربع، يلحق بها دورة مياه بها مرحاض إفرنجي ومغسلة.

## معتقلون بارزون
- صالح العاروري
- مروان البرغوثي
- نائل البرغوثي
- جمال أبو الهيجاء
- كريم يونس
- وليد دقة
- وصفي قبها